# Daniel Wolf
Pour les articles homonymes, voir Wolf.
Daniel Wolf, né le 4 mai 1985 à Vienne (Autriche), est un footballeur autrichien, qui évolue au poste de milieu de terrain, au Piacenza Calcio.
Wolf n'a marqué aucun but lors de ses huit sélections avec l'équipe d'Autriche espoirs entre 2006 et 2007. 

## Carrière
- 2002-2003 : VfB Admira Wacker Mödling
- 2004 : LASK Linz
- 2004-2006 : VfB Admira Wacker Mödling
- 2006-2007 : AC Pistoiese
- 2007-  : Piacenza Calcio

## Palmarès

### En équipe nationale
- 8 sélections et 0 but avec l'équipe d'Autriche espoirs entre 2006 et 2007.